# Агафонов Андрій Валерійович
Андрій Валерійович Агафонов — український професійний баскетболіст, який грає на позиції важкого форварда/центрового. Виступає за баскетбольний клуб «Черкаські мавпи».

## Біографія
Народився 7 травня 1986 року в рід. будинку № 4 міста Одеса. 1992 року пішов до першого класу до одеської школи № 48.
Перші кроки в баскетболі зробив у третьому класі, коли був помічений дитячим тренером Лісової Зоєю Валентинівною, яка згодом і стала його першим тренером з баскетболу. Із Зоєю Валентинівною тренувався до 8-го класу, брав участь у різноманітних внутрішніх та міжнародних змаганнях.
1998 року після закінчення чемпіонату країни серед дітей Агафоновим зацікавився Гладун Вадим Іванович. Він і став ініціатором його переведення до Київського спортивного ліцею-інтернату. У подальшому спортивному вихованні Гладуну допомагали Крочак та Свірський. У КСЛІ Андрій провчився до 10 класу. Цього року він зробив свій перший крок у професійній кар'єрі — зіграв у Першій лізі чемпіонату України за КСЛІ.
2001 року переїхав грати у «Хімік» із міста Южний, де й закінчив 11-й клас в Авторській експериментальній школі № 3 ім. Н. П. Гузика. Цього сезону відіграв у Першій лізі під керівництвом тренера Сагай Бориса Вікторовича. Після закінчення школи новий сезон 2003/2004 почав грати у Вищій лізі у складі «Хіміка» тренер Брюховецький Володимир Петрович. З наступного сезону у Вищій лізі Агафонова почали підключати до тренувань зі складом Суперліги.
Вперше був призваний до збірної України з баскетболу серед юнаків до 16 років у 2003 році, пізніше виступав за збірні команди до 18 та до 20 років. Після 2007 став постійним гравцем національної збірної України. У 2011 році, коли головним тренером Збірної став Майк Фрателло, Андрій (за взаємною згодою з новим наставником) вирішує залишити лави Національної команди.
Перший сезон у Суперлізі (2004/2005 рр.) розпочав під керівництвом Звездана Мітровича. Цей сезон став для Андрія успішним, оскільки «Хімік» закінчив його з бронзовою медаллю, як і наступні чотири сезони, проте сезон 2009/2010 був провальним, оскільки «Хімік» закінчив на 11 місці. За цей час змінилося багато тренерів, зокрема: Дмитро Базилевский, Жидрунас Жвінкліс, Олівер Попович, Валентин Вороніна.
У 2010 році Агафонов перейшов до «Будівельник», де цього ж сезону взяв із командою золоті медалі чемпіонату України під керівництвом Хосе Марія Беррокаль. 2011 року наставником «Будівельник» стає давно відомий в Україні тренер Звездан Мітрович. Разом з цим досвідченим тренером Андрій Агафонов у складі «Будівельник» стає володарем Кубка України(2012).
Після завершення цього сезону влітку 2012 року Андрій підписав дворічний контракт з «Одеса», де головним тренером Андрія є Олег Юшкін. Сезон 2012—2013 був не особливо вдалим для «Одеса», але тому Андрій очолив (1 місце) топ-10 українських гравців за підсумками регулярного сезону Наступний сезон (2013—2014) одесити завершили в 6 місце.
Сезон 2014—2015, на жаль, став кризовим не лише для України, а й для українського баскетболу зокрема. Багато гравців, як професійно, так і матеріально, були змушені переїхати в чемпіонати інших країн. Відігравши половину сезону за «Одеса» Андрій Агафонов отримав запрошення до клубу «Крайльсхайм Мерлінс», де став одним з основних гравців команди, набираючи в середньому 10,0 очок і роблячи 5,1 підбирання.
У 2015 році Андрій Агафонов переходить в одну з найсильніших баскетбольних ліг Європи, підписуючи контракт із "Пено Жвайгждес" із міста Пасваліс. Команда бере участь одразу у 3-х чемпіонатах: Литовська Баскетбольна Ліга, Балтійська Баскетбольна Ліга та FIBA EuroCup, де П'єно доходить до 1/8 чемпіонату. На жаль, лише за різницею очок, а не за кількістю перемог литовський клуб не виходить 1/4  Єврокубок ФІБА. Андрій добре себе показав, набираючи загалом 13.1 очок і роблячи 5.6 подборов.
Натомість сезон 2016—2017 ознаменувався успіхом для "Пено Жвайгждес" у Балтійській Баскетбольній Лізі, де команда вперше за всю свою історію грала у фіналі, та здобула почесне Срібло. Агафонов показував дуже результативну гру в ББЛ (13,4 очка в середньому, 5,3 підбирання, 15,8 рейтинг ефективності [4]), і стає гравцем команди року усієї Балтійської Ліги 2017, а також потрапляє до складу найкращої п'ятірки Європейських гравців ББЛ.
Влітку 2017 року Андрій Агафонов переходить до Чемпіонату Румунії та успішно виступає за баскетбольний клуб Пітешті, місто Пітешті. Провівши 34 грив в яких в середньому 15.6 очок, 4.9 підбирань, 1.9 передач, 0.5 перехватів. Зайняв 6 місце, по закінченню сезону покинув команду.
Сезони 2018—2019 і 2019—2020 Андрій провів в Угорщині в команді ЗТЕ.
З вересня 2020 виступає за баскетбольний клуб «Тернопіль». Провів в команді 43 ігри в яких в середньому набрав, 11.9 очок, 4.8 підбирань, 2.3 передач. Ставши лідером команди не продовжив контракт.
Сезон 21-22 проводить в рідній команді «Одеса». В якій з перших матчів став лідером команди, але травма не мала змоги завершити сезон.
Сезон 2022—2023 вийшов на дві країни, розпочав сезон в Румунії, де приставляв команду з міста Тиргу-Жіу. Друга частина сезону з новим викликом, повертається в Україну де підписав контракт з «Одеса», і допоміг завоювати бронзові нагороди чемпіонату України.

## Досягнення
Українська баскетбольна суперліга
Плей-оф
- Чемпіон: 2011.

- Бронзовий призер: 2005, 2006, 2007, 2008, 2009.

```
Кубок України з баскетболу серед чоловіків
 
```

- 2012.

Балтійська баскетбольна ліга
Плей-оф
- Срібний призер:  2017

## Статистика за матч
| Суперліга України |             |    |      |      |     |     |     |
| 2009–2010         | Хімік       | 36 |      | 12.6 | 6.9 | 1.8 |     |
| 2010–2011         | Будівельник | 62 |      | 5.8  | 3.2 | 0.6 |     |
| 2011–2012         | Будівельник | 52 |      | 7.9  | 4.2 | 1.2 |     |
| 2012–2013         | Одеса       | 37 |      | 11.8 | 5.4 | 1.7 |     |
| 2013–2014         | Одеса       | 28 |      | 13.2 | 6.1 | 2.8 |     |
| 2014–2015         | Одеса       | 13 |      | 13.3 | 7.2 | 2.6 |     |
| Чемпіонат Румунії |             |    |      |      |     |     |     |
| 2017-2018         | Пітешті     | 34 | 26.4 | 15.6 | 4.9 | 1.9 | 0.5 |
| Суперліга України |             |    |      |      |     |     |     |
| 2020–2021         | Тернопіль   | 43 | 25.5 | 11.9 | 4.8 | 2.3 | 0.7 |
| 2021–2022         | Одеса       | 29 | 26   | 14   | 4.9 | 2.1 | 0.6 |
| Чемпіонат Румунії |             |    |      |      |     |     |     |
| 2022-2023         | Тиргу-Жіу   | 18 | 19.3 | 15.6 | 6.4 | 3.6 | 0.1 |
| Суперліга України |             |    |      |      |     |     |     |
| 2022–2023         | БІПА        | 12 | 28.4 | 14   | 7.8 | 3.7 | 0.6 |